# Islamistika
Islamistika je vědní obor, který se zabývá studiem islámu, islámských zemí, islámské společnosti a kultury. Vznikl ve druhé polovině 19. století a za jeho zakladatele se považují Ignác Goldziher, Christiaan Snouck Hurgronje a Theodor Nöldeke. V českém prostředí patří k nejznámějším islamologům Miloš Mendel, Felix Tauer či Luboš Kropáček. Islamistika jakožto obor bývá většinou řazena do orientalistiky.